# Zdeněk Velíšek
Zdeněk Velíšek (23. února 1933 Český Krumlov – 18. června 2022) byl český moderátor, redaktor, reportér, editor, překladatel a tlumočník. Byl členem zahraniční redakce České televize a podílel se na tvorbě pořadu Horizont ČT24. Spolupracoval také s Českým rozhlasem Plus – přispíval do pořadu Názory a argumenty.

## Biografie
Vystudoval děčínské gymnázium. Dále v letech 1951–1956 vystudoval filologii na FF UK (hispanistika a bohemistika). Během studií se seznámil se svou budoucí manželkou Olgou Tysovskou (* 1929), autorkou učebnic francouzštiny a překladatelkou.
Od roku 1962 pracoval v Mezinárodní organizaci pro rozhlas a televizi, východním protipólu Evropské vysílací unie. V roce 1968 dostal nabídku práce v Československé televizi, kterou přijal. Podílel se na televizním vysílání v době invaze do Československa a kvůli tomu musel ČST v roce 1970 opustit a živil se překladatelstvím a tlumočnictvím. Do televize se vrátil po Sametové revoluci roku 1990.
Zdeněk Velíšek dlouhodobě komentoval celospolečenské a politické dění, jak v České republice, tak ve světě. Zajímal se především o dění ve Francii, Španělsku či v EU obecně. Ovládal španělštinu, francouzštinu aj. V roce 2015 mu byl udělen francouzský Řád umění a literatury ve stupni rytíř.

## Publikační činnost (výběr)

### Vlastní dílo
- VELÍŠEK, Zdeněk. Svět týden po týdnu. 1. vyd. Praha: Česká televize, 2006. 184 S. ISBN 80-85005-65-4.
- VELÍŠEK, Zdeněk. Svět, o který mi jde. 1. vyd. Praha: Česká televize (Edice ČT), 2007. 232 S. ISBN 978-80-85005-93-6. (Dodatek: Publikace s přebalem je menšího formátu A5. Obsahuje předmluvu, fotografie; vlastní postoje, vzpomínky).
- VELÍŠEK, Zdeněk. Svět tají dech. 1. vyd. Praha: Česká televize, 2009. 232 S. ISBN 978-80-7404-027-6.
- VELÍŠEK, Zdeněk. Zdeněk Velíšek o Evropě. 1. vyd. European Media House s.r.o., 2015. 108 S. ISBN 978-80-905984-0-9.
- VELÍŠEK, Zdeněk. Oni zblízka, my pod drobnohledem: svědectví o migraci a integraci. 1. vyd. V Praze: Grada, 2017. 232 S. ISBN 978-80-271-0661-5

### Překlady z francouzštiny do češtiny
- Duverger, Maurice. Politické strany (orig. Les partis politiques). 1. vyd. Praha: Univerzita Karlova v Praze: Karolinum, 2016. 492 S. Překlad: Olga a Zdeněk Velíškovi